# Attentat auf Abraham Lincoln

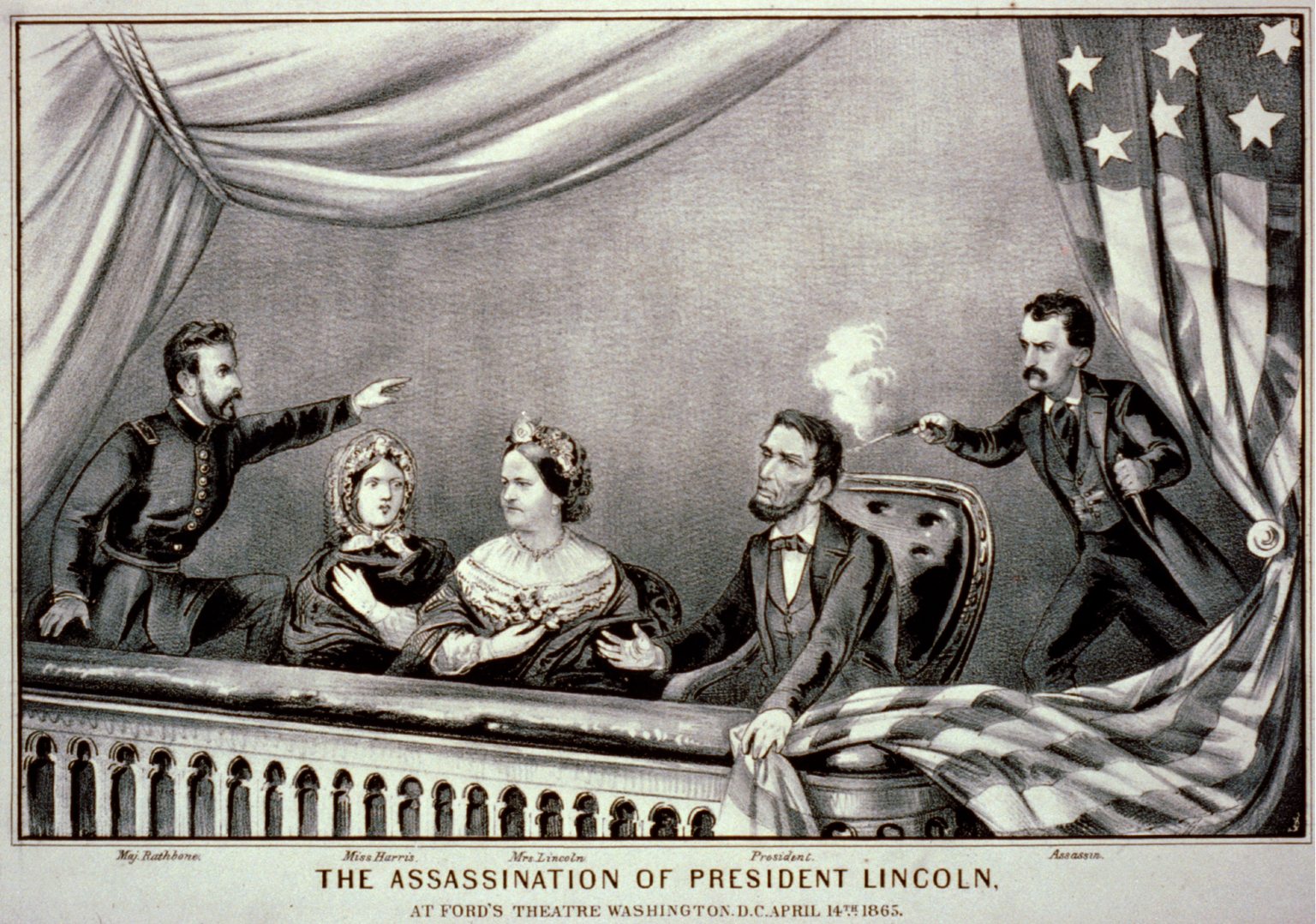
Illustration der Erschießung Lincolns durch Booth. Von links nach rechts: Henry Rathbone, Clara Harris, Mary Todd Lincoln, Abraham Lincoln und John Wilkes Booth
Lithographie, circa 1865

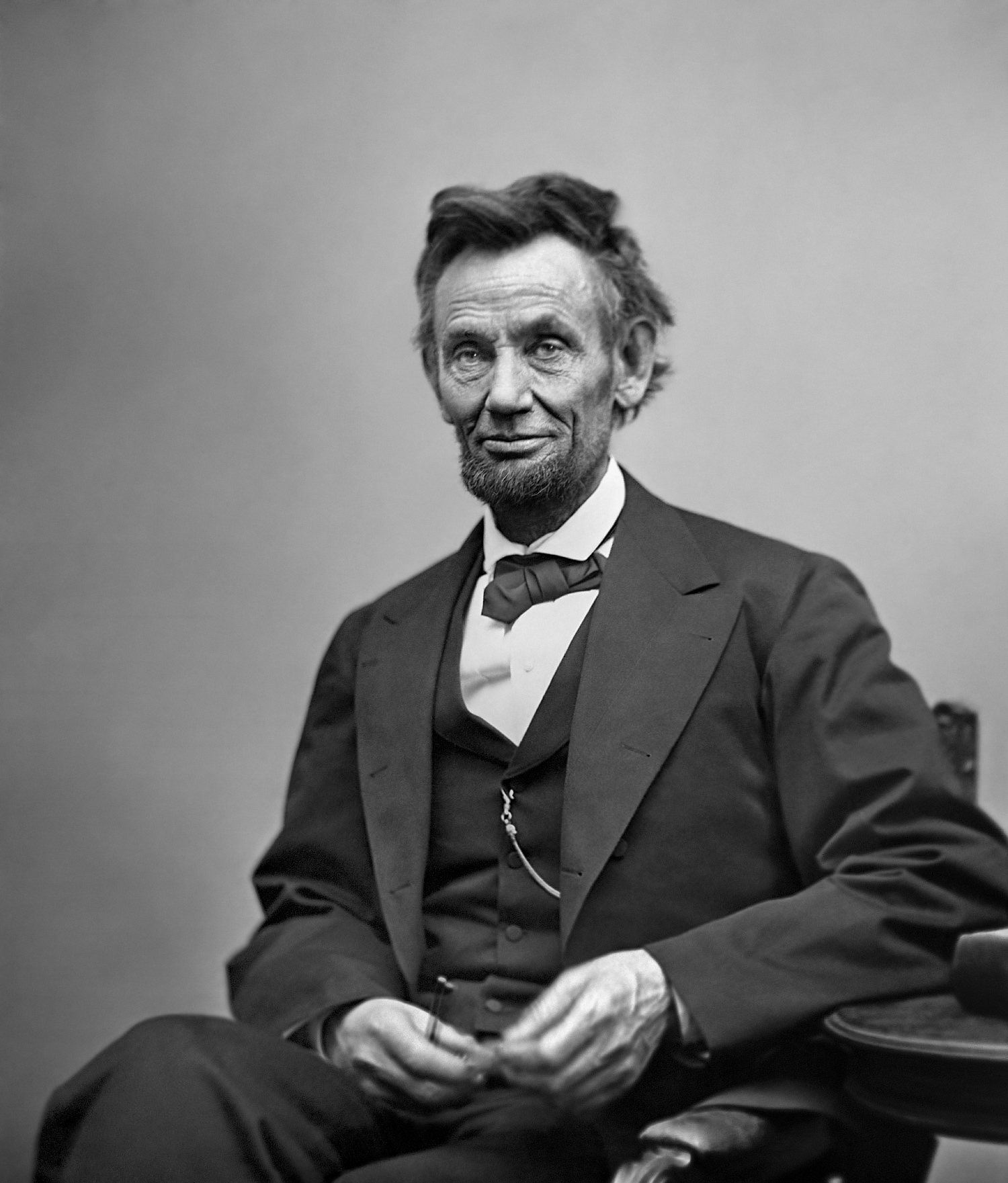
Abraham Lincoln, 1865

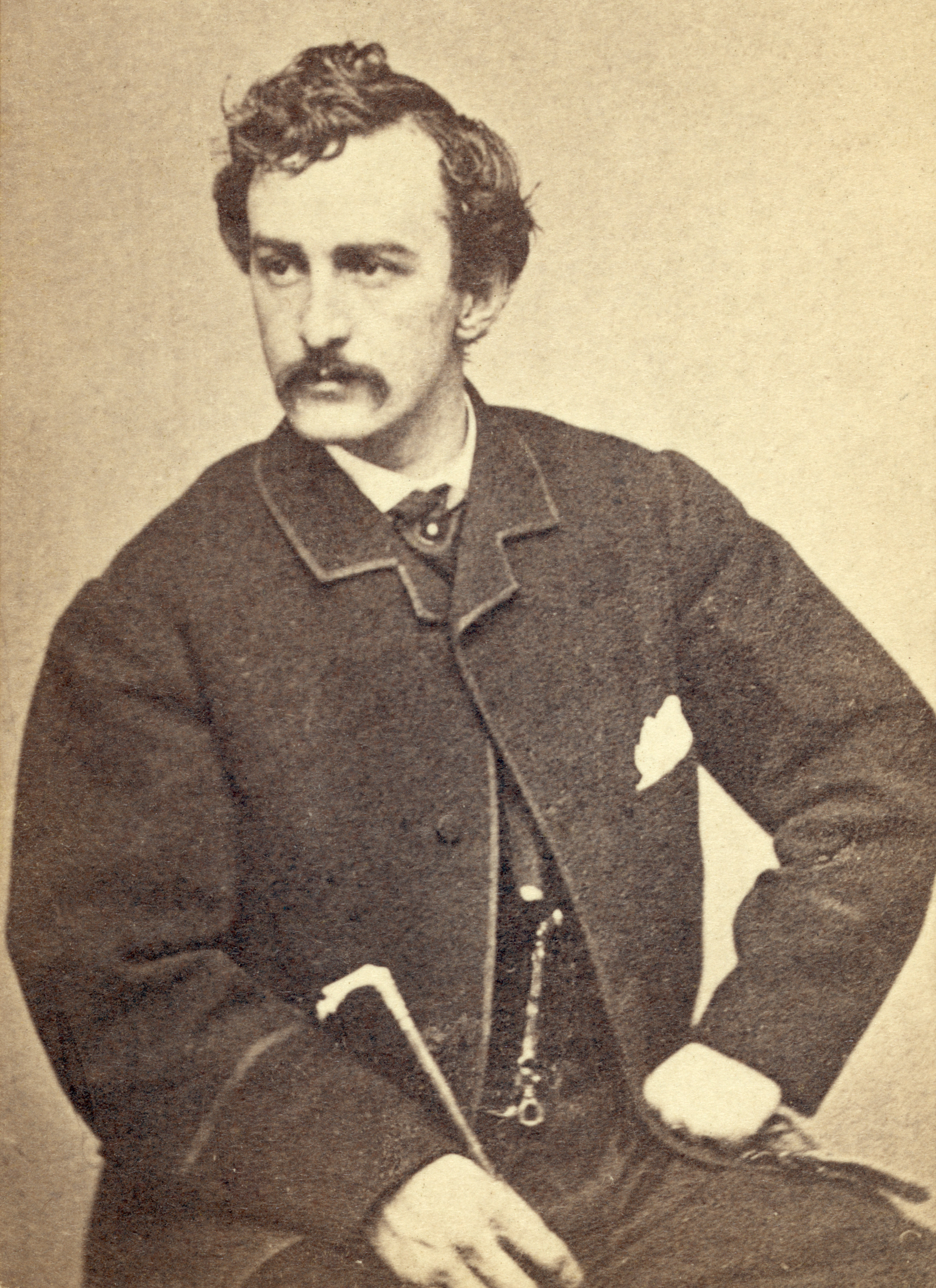
John Wilkes Booth, 1865

Das Attentat auf Abraham Lincoln am Abend des 14. April 1865 war Teil einer Verschwörung gegen mehrere Mitglieder der US-Regierung und der erste Mordanschlag, dem ein Präsident der Vereinigten Staaten zum Opfer fiel. Der Attentäter war der Schauspieler John Wilkes Booth, ein fanatischer Anhänger der Konföderation. Während einer Vorstellung im Ford’s Theatre in der US-Hauptstadt Washington schoss er dem Präsidenten mit einer Pistole in den Kopf. Lincoln erlag der Verletzung am frühen Morgen des 15. April. Booth wurde wenige Tage darauf getötet, nachdem er sich seiner Verhaftung widersetzt hatte. Seine Mitverschwörer wurden später zum Tode verurteilt und im Juli 1865 hingerichtet.

## Hintergrund
Im Frühjahr 1865 standen die Vereinigten Staaten vor dem Ende des vierjährigen Bürgerkrieges. Nach der Wahl Abraham Lincolns zum Präsidenten hatten 1860/1861 mehrere Südstaaten ihren Austritt aus den USA erklärt und sich zu den Konföderierten Staaten von Amerika zusammengeschlossen. Die Gründe dafür waren erhebliche politische und gesellschaftliche Differenzen, insbesondere in der Frage der Sklaverei. Das Bestreben der neuen republikanischen Regierung Lincoln, die Sklaverei auf jene Staaten zu begrenzen, in denen sie bereits bestand, sahen diese als Bedrohung ihrer ökonomischen und gesellschaftlichen Basis an. Lincoln wiederum betrachtete die Abspaltung der Südstaaten als Rebellion, die es nach dem im April 1861 erfolgten Angriff der Konföderierten auf das Unions-Fort Sumter militärisch niederzuschlagen galt. Spätestens ab Herbst 1864 zeichnete sich ein Sieg der Nordstaaten im Bürgerkrieg ab. Lincolns Wiederwahl im November 1864 beendete im Süden jede Hoffnung, in Verhandlungen mit einer von den Demokraten gestellten Regierung doch noch ihre Unabhängigkeit zu erlangen. Lincoln hatte Verhandlungen über eine Souveränität der Konföderation stets abgelehnt.
Die endgültige militärische Niederlage, die nach der Kapitulation der größten konföderierten Armee unter General Lee am 9. April 1865 unmittelbar bevorstand, sowie die allgemeine Situation im Süden der USA rief bei vielen Bürgern dieser Staaten Frustration hervor. Auch die von Lincoln mittlerweile initiierte vollständige Abschaffung der Sklaverei, durch die alle noch versklavten Afroamerikaner befreit wurden, stieß bei zahlreichen Südstaatlern auf Ablehnung, darunter auch John Wilkes Booth, der eine Gruppe von Verschwörern um sich scharte. Er hatte am 23. Dezember 1864 John Surratt, den Sohn der Pensionswirtin Mary Surratt, im National Hotel kennengelernt und besuchte ihn häufiger in Mary Surratts Stadthaus in Washington, D.C. Dort traf Booth sich mit George Atzerodt, David Herold und Lewis Powell (alias Lewis Payne). Zunächst hatte Booth die Entführung Präsident Lincolns nach Richmond geplant, um die Freilassung von Kriegsgefangenen zu erpressen. Der Plan der Entführung scheiterte jedoch im März 1865. Samuel Arnold und Michael O’Laughlen verließen die Konspiration, als es zu einem Gefangenenaustauschprogramm kam. Darüber hinaus beauftragte er seine Komplizen mit Attentaten auf weitere hochrangige Persönlichkeiten der Unionsstaaten. Sowohl Vizepräsident Andrew Johnson ebenso wie Außenminister William H. Seward und der General Ulysses S. Grant sollten einem Mordanschlag zum Opfer fallen.

## Hergang des Attentats

Lincoln wird auf einer Bahre aus dem Ford’s Theatre getragen. Gemälde des Augenzeugen Carl Bersch.

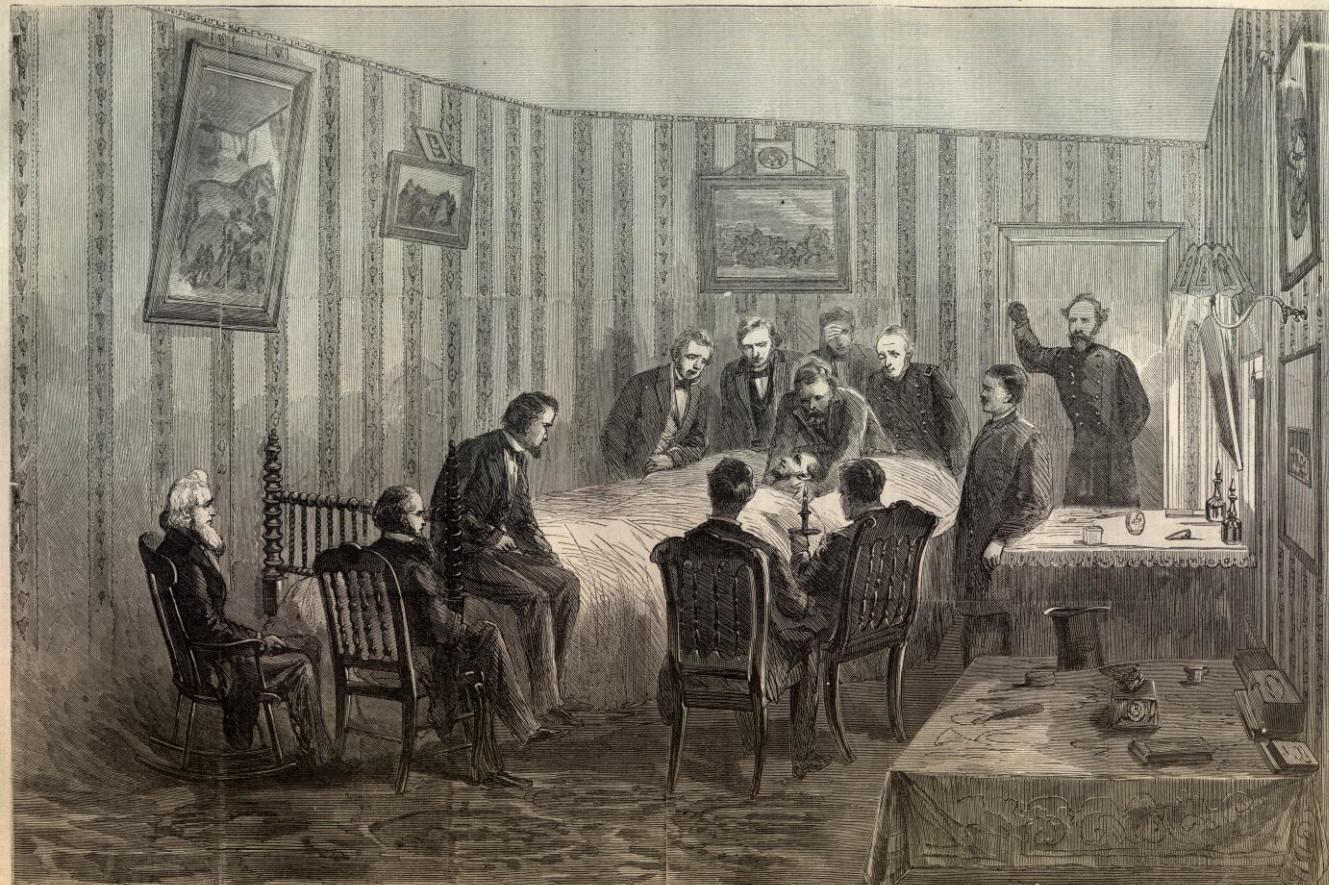
Lincoln in seinem Totenbett, Harper’s Weekly, 1865

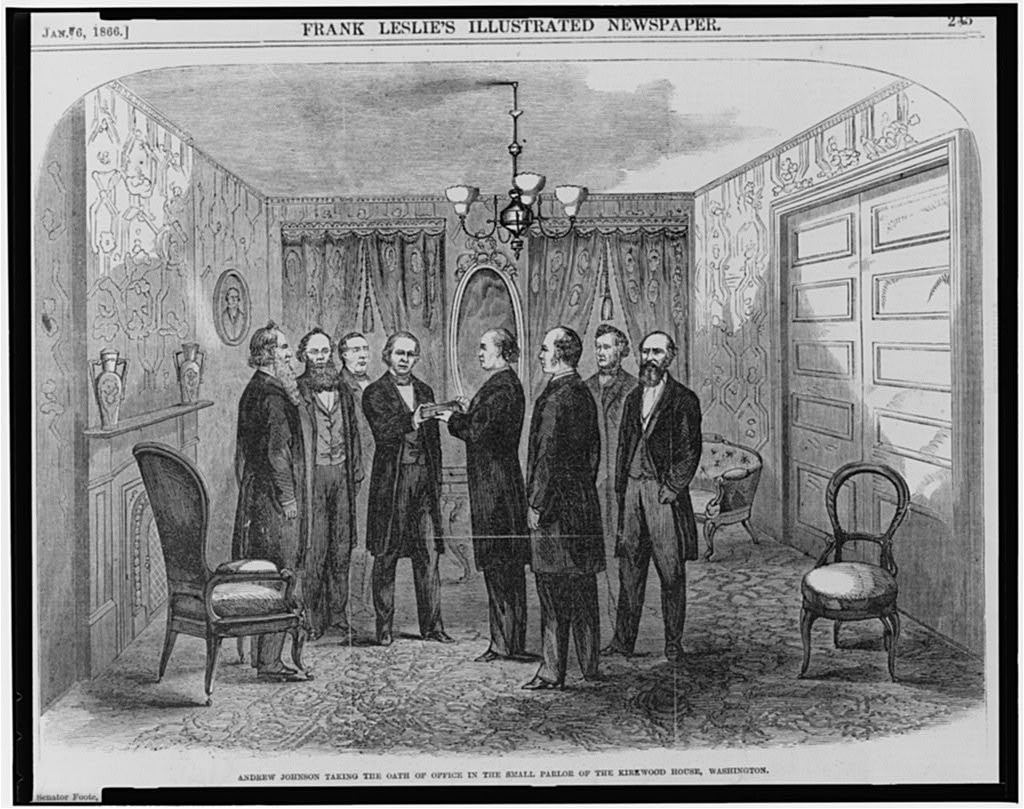
Am Morgen nach dem Attentat wird Andrew Johnson als neuer Präsident vereidigt

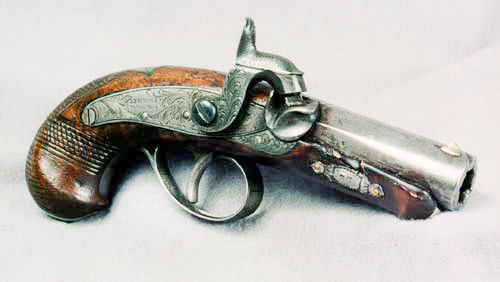
Die Tatwaffe

Für den Abend des 14. April 1865 plante Lincoln gemeinsam mit seiner Frau Mary einen Besuch im Ford’s Theater in Washington, nachdem die Konföderierten wenige Tage zuvor kapituliert hatten. Auch Vizepräsident Andrew Johnson wurde eingeladen, sagte jedoch seine Teilnahme ab. Der Besuch Lincolns im Theater wurde im Vorfeld auf Flugblättern offiziell angekündigt. Als Booth, der das Ford’s Theater aufgrund seiner Schauspiellaufbahn kannte, vom Besuch des Präsidenten erfuhr, sah er die Möglichkeit zur Durchführung seines Mordplans. Nachdem Lincoln und seine Frau verspätet zur Vorstellung eingetroffen waren, nahmen sie in der Präsidentenloge oberhalb der Zuschauerränge Platz. Begleitet wurden sie in der Loge von Major Henry Rathbone und dessen Verlobter Clara Harris. Der Zugang zur Loge wurde durch einen Leibwächter im Flur, außerhalb des Saals, bewacht. Kurz nach dem Eintreffen des Präsidenten verließ der Leibwächter jedoch seinen Posten, um selbst die Komödie Our American Cousin des britischen Autors Tom Taylor zu sehen.
Gegen 22 Uhr Ortszeit betrat Booth das Theater und näherte sich unbemerkt von hinten durch den unbewachten Eingang der Präsidentenloge. Um 22:15 Uhr sprach ein Schauspieler die Worte: „Don’t know the manners of good society, eh? Well I guess I know enough to turn you inside out, old gal — you sockdologizing old man-trap!“ („Sie wissen wohl nicht, wie man sich in Gesellschaft zu betragen hat, hä? Nun, ich schätze mal, ich weiß genug, um Ihnen das Fell über die Ohren zu ziehen, alte Jungfer – Sie durchtriebene Männerfalle!“). Der Attentäter wusste, dass an dieser Stelle der größte Lacherfolg im Publikum zu erwarten war, was insbesondere an der pseudoamerikanischen Wortneuschöpfung „sockdologizing“ lag. Auf dieses Stichwort hin schoss Booth dem Präsidenten mit seiner einschüssigen Deringer-Vorderladerpistole aus unmittelbarer Nähe in den Kopf. Lincoln, der noch am Leben war, sackte in seinem Stuhl zusammen, während Booth, mit einem Dolch herumfuchtelnd, Rathbone am Arm verletzte und über das Geländer der Loge direkt in den Saal sprang. Dabei rief er laut der traditionellen Überlieferung den lateinischen Satz „Sic semper tyrannis“ („So [möge es] immer den Tyrannen [gehen]“, Staatsmotto und Wahlspruch des US-Bundesstaates Virginia). Andere Augenzeugen berichteten den Ausruf „The South shall be free“ („Der Süden soll frei sein“) oder „Revenge for the South“ („Rache für den Süden“) gehört zu haben. Booth gab später in seinem Tagebuch an, nur „Sic semper“ deklamiert zu haben. Im Publikum entstand zunächst Verwirrung, weil nicht sofort zweifelsfrei klar war, dass der Zwischenfall nicht Teil des Theaterstücks war. Booth sprang auf die Bühne, verhedderte sich aber mit den Stiefelsporen in einer Flagge und stürzte, wobei er sich (angeblich) ein Bein brach. Im Tumult gelang es ihm, unbehelligt das Theater zu verlassen.
Auf der Straße wartete bereits ein Komplize mit Pferden. Booth und sein Gefolgsmann flüchteten unmittelbar aus der Stadt. Ihr Ziel war, das Gebiet der Konföderation zu erreichen – die Grenze zu Virginia war nahe. Booth hoffte, von den Bewohnern der Südstaaten freundlich und dankbar für seine Tat aufgenommen zu werden.
Der schwerverletzte, bewusstlose Lincoln wurde im benachbarten Petersen House auf ein Bett gelegt, wo sich rasch ein Ärzteteam einfand. Wegen des Kopfschusses bestand jedoch wenig Hoffnung, sein Leben zu retten. Um 7:22 Uhr am nächsten Morgen konnte beim Präsidenten kein Puls mehr festgestellt werden, woraufhin er für tot erklärt wurde. Lincoln wurde 56 Jahre alt. Inzwischen hatte sich um das Bett das gesamte Kabinett, abgesehen von Außenminister Seward, eingefunden. Kriegsminister Edwin M. Stanton wurde für den Ausspruch „Now he belongs to the ages“ (deutsch: „Nun gehört er zu den Unsterblichen“) bekannt, den er nach Lincolns Ableben gesagt hatte. Jener Ausspruch wurde später im Mausoleum in einen Stein eingraviert.
Am Vormittag des 15. April wurde der bisherige Vizepräsident Andrew Johnson als neuer Präsident vereidigt, der die bis März 1869 dauernde Amtsperiode beendete. Das geplante Attentat auf ihn fand nicht statt, da George Atzerodt, den Booth damit beauftragt hatte, im Vorfeld zurückgeschreckt war. Auch das Attentat auf General Grant fand nicht statt, da sich Grant an dem besagten Abend außerhalb der Stadt aufhielt. Der Anschlag auf Außenminister Seward kam hingegen zur Ausführung, misslang aber. Seward, der in seiner Privatwohnung im Bett lag, wurde vom Attentäter Lewis Powell mit einem Messer angegriffen und schwer verletzt. Sein herbeieilender Sohn konnte jedoch durch sein Eingreifen verhindern, dass der Außenminister tödliche Verletzungen erlitt.

## Flucht Booths und Verurteilungen

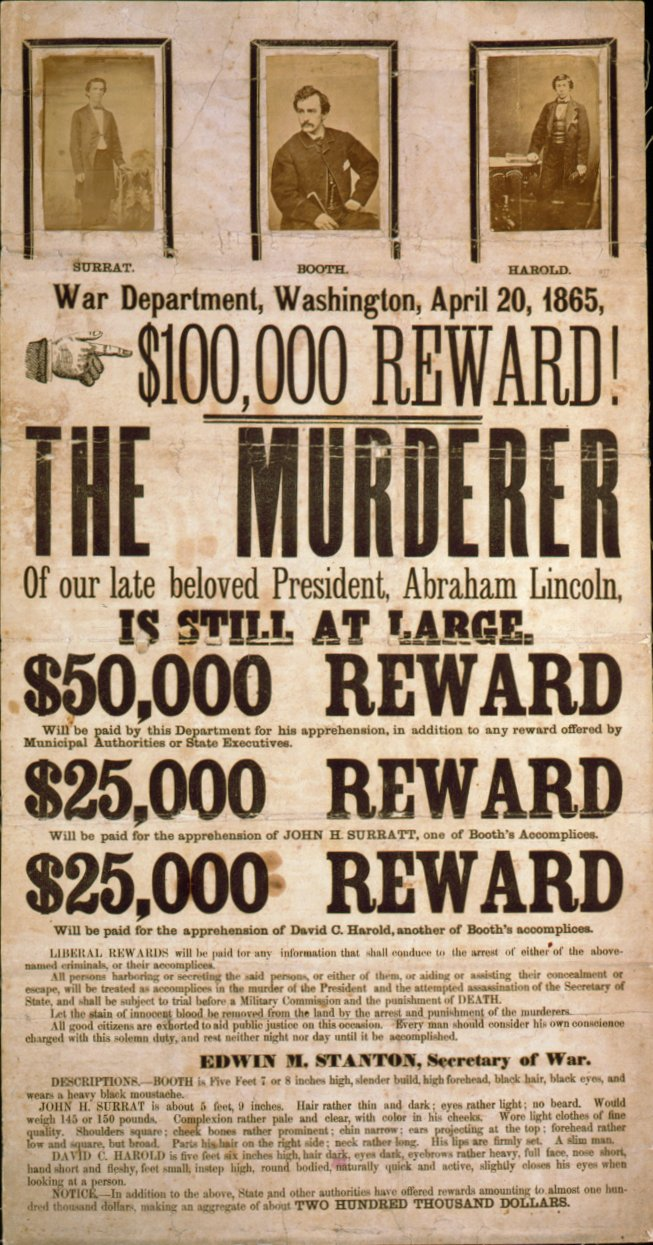
Fahndungsplakat

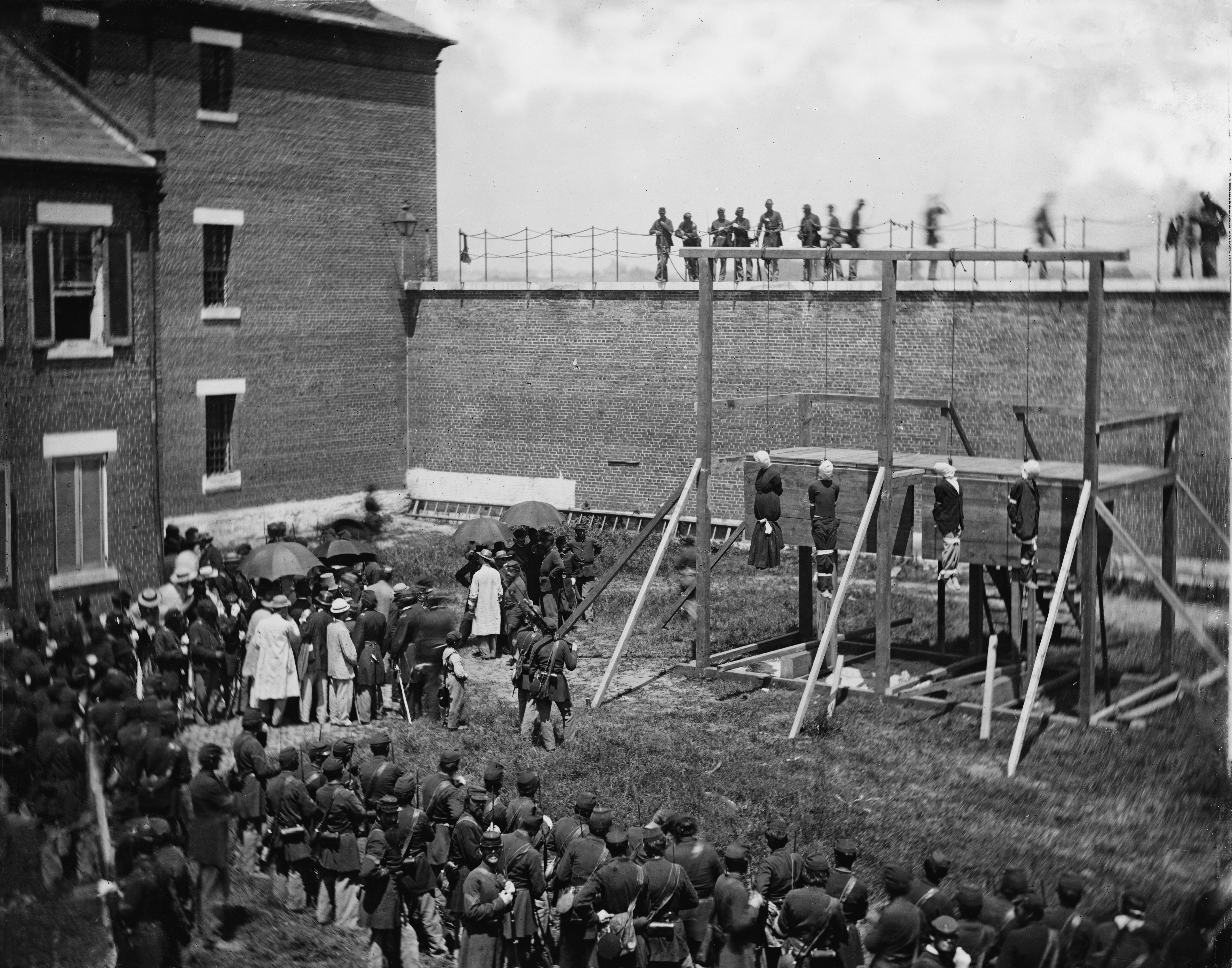
Hinrichtung von Surratt, Powell, Herold und Atzerodt am 7. Juli 1865. Fotografiert von Lincolns Fotografen Alexander Gardner

Unmittelbar nach dem Anschlag wurden Polizeieinheiten mit Pferden und Kutschen mit der Suche nach dem Attentäter beauftragt. Auf Booths Ergreifung wurde eine hohe Belohnung von 50.000 US-Dollar (je nach verwendeter Umrechnungsmethode rund 700.000 US-Dollar in heutiger Kaufkraft) ausgesetzt. Booth und seinem Komplizen gelang es, mit einem Boot den Potomac River nach Virginia zu überqueren. Auf dem Gebiet der (inzwischen kapitulierten) Konföderierten erhoffte sich Booth, Unterschlupf zu finden. Umso überraschter war er, als er in den Zeitungen von einer Welle der Entrüstung über das Attentat erfuhr, nachdem er über die Printmedien auch erfuhr, dass Lincoln seiner Verletzung erlegen war. Auch in den Südstaaten stieß seine Tat offenbar überwiegend auf Ablehnung und Entsetzen. Wie aus Booths Tagebuchaufzeichnungen hervorgeht, ging er fest davon aus, in den Südstaaten große Anerkennung für seine Tat zu finden. Weiter schrieb Booth, er bereue das Attentat keineswegs.

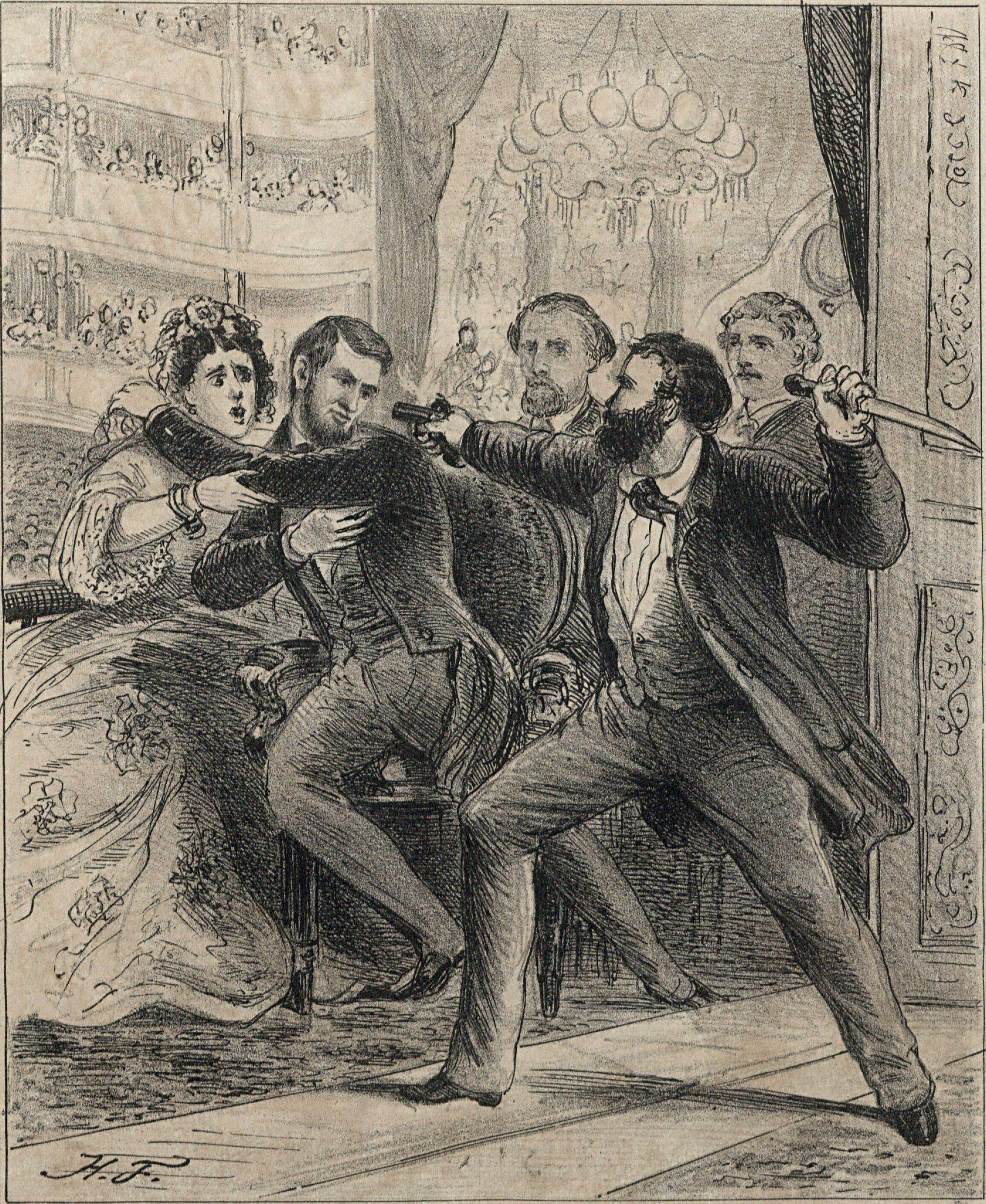
Abraham Lincoln wird während einer Theatervorstellung von John Wilkes Booth erschossen, Semana Ilustrada, 1865 (Henrique Fleiuss)

Booth und sein Komplize ließen sich am 26. April zunächst in einer Scheune nieder. Als der Komplize diese verlassen sollte, um Nahrungsmittel zu besorgen, besuchte er noch ein Bordell und erzählte dort vom Attentat. Die Prostituierten verständigten daraufhin die Polizei, die Booths Standort wenig später ausfindig machen konnte. Als der verletzte Booth aufgefordert wurde, die Scheune zu verlassen und sich weigerte, wurde das hölzerne Bauwerk in Brand gesetzt. Booth verteidigte sich mit seinem Revolver, wurde jedoch beim Schusswechsel mit den Polizisten tödlich verwundet. Er starb noch vor Ort. Seine letzten Worte waren „Useless, Useless“ (deutsch: Sinnlos, sinnlos).
Booth hatte bis zuletzt keinerlei Reue für seine Tat gezeigt. In seinem letzten Tagebucheintrag hatte er sein Handeln als gottgewollten Tyrannenmord gerechtfertigt und sich mit Wilhelm Tell verglichen. Wörtlich schrieb er: “I can never repent, though we hated to kill.” (Ich kann nichts bereuen, obwohl wir das Töten hassten). Das Tagebuch endet mit den Worten: “I do not wish to shed a drop of blood, but I must fight the course. 'Tis all that's left to me.” (Ich mag keinen Tropfen Blut vergießen, aber ich musste das durchziehen. Es blieb mir nichts anderes übrig).
Booths Mitverschwörer konnten ebenfalls ausfindig gemacht werden und wurden vor einem Militärtribunal zum Tode verurteilt. Das Urteil wurde am 7. Juli 1865 öffentlich vollstreckt. Die Urteilsvollstreckung wurde durch Lincolns Fotografen Alexander Gardner in einem sehr bekannten Foto jener Zeit festgehalten. Mary Surratt, Lewis Powell, David Herold und George Atzerodt wurden zum Tode verurteilt und im Fort Lesley J. McNair durch Hängen hingerichtet. Edman Spangler, Michael O’Laughlen, Samuel Arnold und Samuel Mudd wurden in der Inselfestung Fort Jefferson inhaftiert. John Surratt – ein weiterer vermutlicher Attentäter – gelang es als einzigem zu entkommen. Er floh zunächst nach Kanada und von dort nach England. Von England aus reiste er durch Europa, bis er 1867 im Kirchenstaat verhaftet und an die Vereinigten Staaten ausgeliefert wurde. Dort wurde ihm der Prozess gemacht, der jedoch mit einem Freispruch endete. O’Laughlen starb 1867 in Haft. 1869 wurden Arnold, Mudd und Spangler von Präsident Andrew Johnson begnadigt.

## Vorahnung Lincolns
Es gibt Hinweise darauf, dass Lincoln das Attentat im Voraus ahnte. Sein Leibwächter William Henry Crook zitiert den Präsidenten in seinen Lebenserinnerungen mit den Worten: „Weißt Du, ich glaube, es gibt Männer, die mir das Leben nehmen wollen: Und ich bin mir sicher, dass sie es auch tun werden.“ Weiter schreibt Crook, dass der Theaterliebhaber Lincoln an dem betreffenden Abend nur ausgesprochen widerwillig zu der Vorstellung gegangen sei; er habe aber sein gegebenes Wort nicht brechen wollen. Crooks Begleitschutz lehnte er nachdrücklich ab und verabschiedete sich mit „Good bye“ statt dem gewohnten „Good night“ (im Deutschen in etwa vergleichbar mit „Lebe wohl“ statt „Auf Wiedersehen“).

## Nachwirkungen

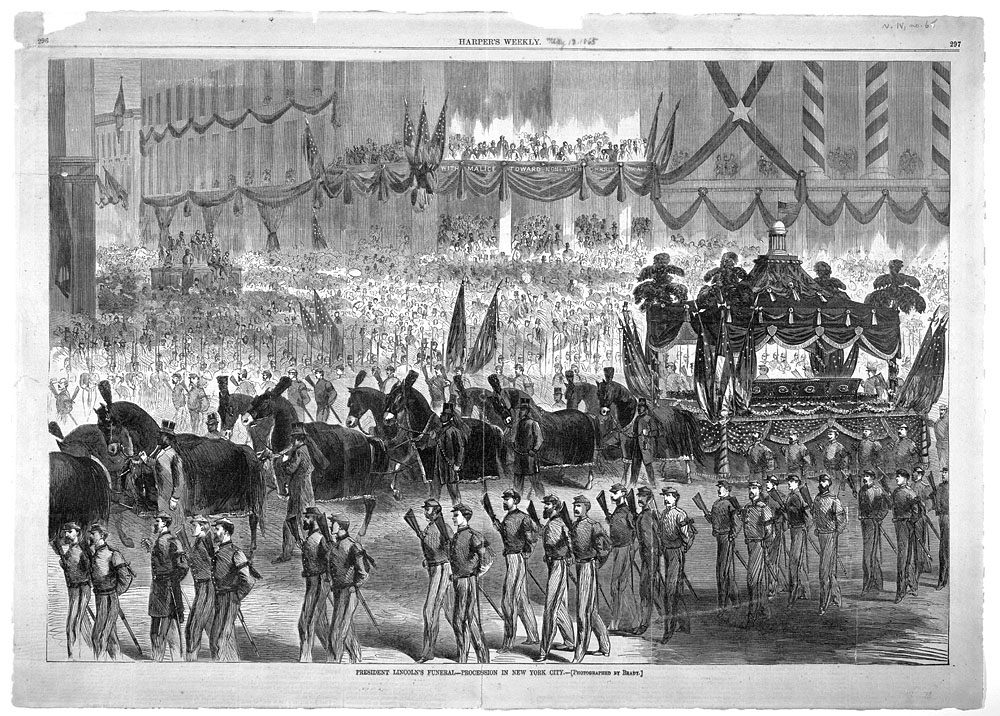
Anteilnahme von Bürgern, als Lincolns Sarg durch die Straßen von New York gefahren wird

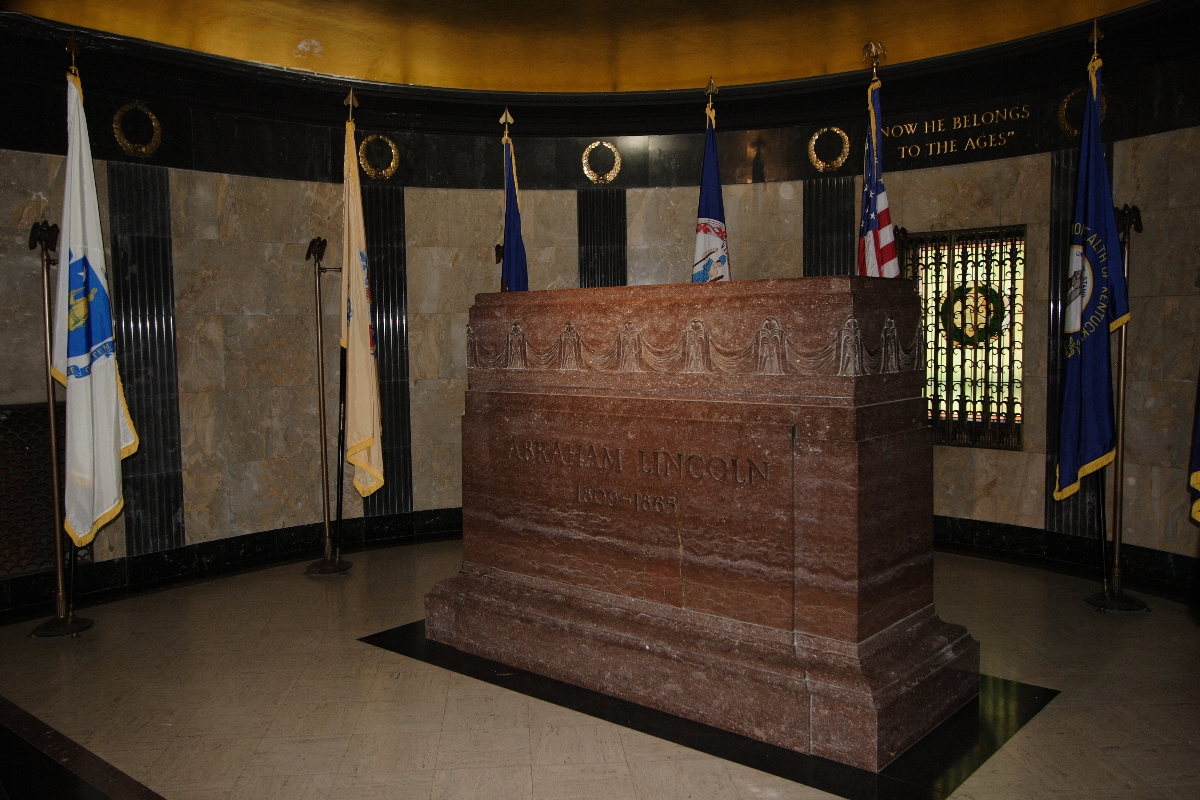
Abraham Lincolns Grab

Die Ermordung Präsident Lincolns führte in der amerikanischen Öffentlichkeit zu einer Welle des Entsetzens. Die Ereignisse waren einschneidend, da es eine bis dato ungekannte Erfahrung war. Das Attentat auf Abraham Lincoln war der erste von bisher vier Präsidentenmorden (später wurden James A. Garfield 1881, William McKinley 1901 und John F. Kennedy 1963 bei einem Attentat getötet). Besonders Lincolns Ermordung wurde als ähnlicher Einschnitt wie das Attentat auf John F. Kennedy fast hundert Jahre später betrachtet. Darüber hinaus wurden im sogenannten Lincoln-Kennedy-Rätsel scheinbar besondere Gemeinsamkeiten der beiden Präsidenten diskutiert.
Nach seinem Ableben wurde Lincoln in einen Sarg gebettet, der in einem Sonderzug in seine Heimatstadt Springfield in Illinois überführt wurde. Der Zug machte in zahlreichen bedeutenden Städten wie New York und Chicago Halt, wo öffentliche Trauerfeiern abgehalten wurden. Die Zeremonien fanden in der Öffentlichkeit große Anteilnahme, worüber die Printmedien ausführlich berichteten. Am 5. Mai schließlich wurde der ermordete Präsident im kleinen Kreis auf dem Oak Ridge Cemetery in Springfield beigesetzt.
Der letzte noch lebende Augenzeuge des Attentats, Samuel Seymour (1860–1956), trat 1956, kurz vor seinem Tode, in einer US-amerikanischen TV-Show auf.